# Rock You Like a Hurricane
«Rock You Like a Hurricane» es una canción de la banda alemana de hard rock y heavy metal Scorpions, publicada como sencillo en febrero de 1984 por Mercury Records e incluida como la segunda pista del noveno álbum de estudio Love at First Sting (1984). La letra fue escrita por Herman Rarebell y Klaus Meine, mientras que la música la compuso Rudolf Schenker. De acuerdo con este último, la canción trata sobre la actitud y la sexualidad.
Una vez que se lanzó al mercado no logró gran notoriedad en las principales listas musicales, sin embargo, con el pasar de los años se ha convertido en una de las canciones más reconocidas de la banda. En el mismo año también se grabó su video musical, que en su momento recibió críticas principalmente por la aparición de algunas mujeres escasamente vestidas y con una actitud abiertamente sexual. Incluso, la activista estadounidense Tipper Gore citó su contenido como una de las razones por la que fundó el comité Parents Music Resource Center  (PMRC) en 1985.
Considerado como uno de los grandes éxitos del grupo según la prensa especializada, el tema ha obtenido una positiva repercusión en la cultura popular ya que usualmente figura en series y comerciales de televisión, películas, videojuegos y en algunos eventos deportivos. Por otro lado, «Rock You Like a Hurricane» es la única canción de Scorpions que ha sido publicada como sencillo en tres ocasiones, pero con distintas interpretaciones; la original en 1984, la versión orquestal en 2000 y en formato acústico y en vivo en 2014.

## Antecedentes

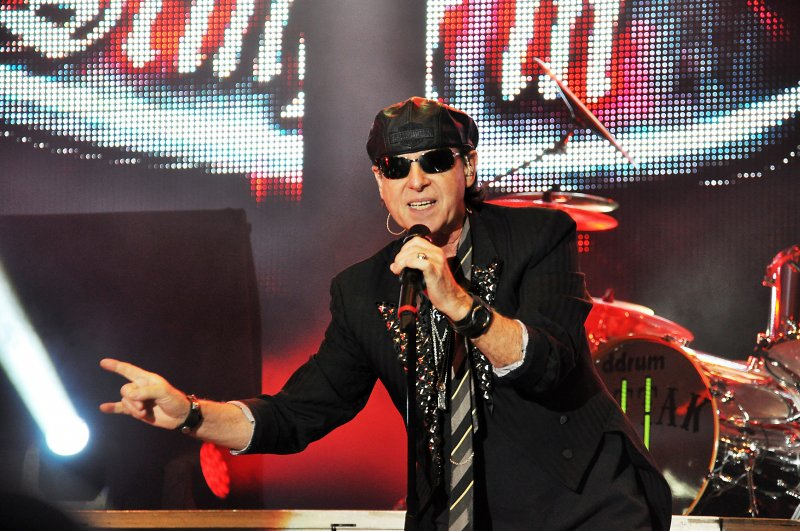
La canción fue escrita por Herman Rarebell, Klaus Meine y Rudolf Schenker. En la imagen, el vocalista Klaus Meine en 2013.

A mediados de 1983 la banda ingresó a los Dierks Studios de Colonia para componer y grabar las canciones de su noveno álbum de estudio Love at First Sting. De acuerdo con algunos medios de comunicación, el batería Herman Rarebell y el bajista Francis Buchholz no fueron parte del proceso de grabación, porque no estaban en buenas condiciones debido al consumo abusivo de alcohol. Para suplantarlos, el sello Mercury contrató a Bobby Rondinelli y a Jimmy Bain para que tocaran las partes de la batería y el bajo respectivamente. No obstante, Rarebell en una entrevista en 2011 mencionó que a pesar de que existió un parón de cuatro o seis semanas en el que tanto él como Buchholz buscaron una solución al problema del alcohol, ellos sí grabaron las canciones del álbum, incluso dijo: «De hecho, al final no se dejaron las partes de Rondinelli o Jimmy Bain, sino que tan solo estuvieron echándole una mano al grupo mientras nosotros volvíamos». De igual manera, en una entrevista en 2017 Buchholz indicó: «Ambos fuimos al estudio y grabamos todo el álbum Love At First Sting sin los demás, solo bajo y batería».

## Composición y descripción musical
La letra de «Rock You Like a Hurricane» fue escrita por Herman Rarebell y Klaus Meine, mientras que la música la compuso Rudolf Schenker. En una entrevista al sitio Songsfacts, Rudolf Schenker la definió como un «perfecto himno de rock, que habla sobre la actitud y la sexualidad». De igual manera, afirmó que demoraron dos años para que tuviera la «sensación perfecta» que ellos buscaban. Por último, añadió: «Es muy importante reconocer la tensión entre los versos y el coro. Creo que Klaus repasó la letra unas ocho o nueve veces porque la primera letra de la canción era algo así como "bla, bla, bla, bla". Y dijimos "No, la canción no se siente bien". Pero en la novena o décima vez, llegó».
Compuesta en la tonalidad de sol mayor, generalmente se considera que forma parte del género musical heavy metal. Su introducción comienza con un power chord interpretado por la guitarra rítmica de Rudolf Schenker que consiste en mi5, sol5, la5, do5 y re5 —misma progresión armónica que se emplea en los coros— acompañado por la batería y el bajo, y seguido por el primer solo de guitarra interpretado por Matthias Jabs. El tempo es de rock moderado con un pulso de 124 PPM. El rango vocal que utiliza Klaus Meine abarca desde la nota si3 a sol7, mientras que la tesitura de la guitarra eléctrica va desde el sol3 a sol7.

## Lanzamiento y recepción comercial
«Rock You Like a Hurricane» salió a la venta como el primer sencillo del álbum Love at First Sting el 9 de febrero de 1984, por el sello Harvest para el mercado europeo y por Mercury para los Estados Unidos. La portada original consiste en una imagen de los cinco músicos agazapados con un escenario de fondo, mientras que en otras versiones están de pie con un cielo azul detrás. En otros casos, se empleó la misma portada del disco Love at First Sting pero con el título de la canción. Por último, en 2000, EMI Records lo relanzó en España en formato sencillo en CD, que incluye como portada el trazado del Circuito de Jerez con un escorpión al costado, todo ello en un fondo de color rojo.
El 17 de marzo de 1984 el sencillo logró el puesto 5 en el Mainstream Rock Tracks de los Estados Unidos, mientras que en la lista Billboard Hot 100 alcanzó el lugar 25, el 26 de mayo del mismo año. Por su parte, en julio de 1984 obtuvo la casilla 37 en la lista musical de Canadá. En cuanto a los países europeos, «Rock You Like a Hurricane» ingresó en la lista de sencillos del Reino Unido en el puesto 78, en Francia logró el lugar 17 y en los Países Bajos alcanzó la posición 47. Más tarde, la organización World Wide Europe Awards (WWA) lo certificó con disco de platino, en representación a más de un millón de copias vendidas en Europa. En mayo de 2025 la Industria Fonográfica Británica (BPI) le confirió un disco de oro por vender más de 400 000 copias en el Reino Unido.

## Video musical

### Antecedentes y trama

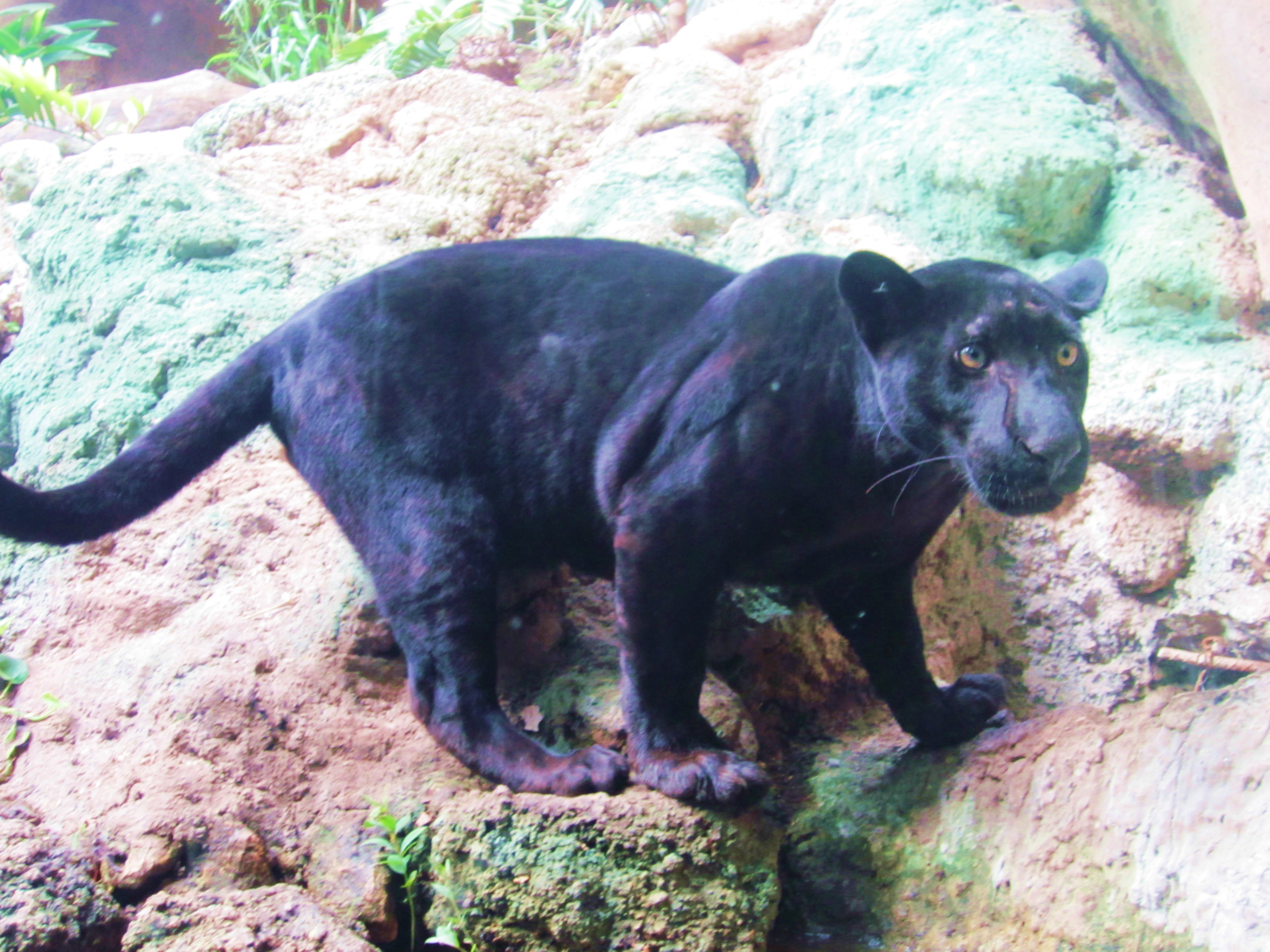
Al inicio del video aparece una pantera negra. Según Annie Zaleski del sitio Ultimate Classic Rock la inclusión de animales reales de zoológico es uno de los clichés de los ochenta

El video musical fue dirigido por el inglés David Mallet, conocido por aquellos años como uno de los directores más populares de la era MTV. En el libro I Want My MTV: The Uncensored Story of the Music Video Revolution, Rudolf Schenker señaló que cuando estaban de gira por los Estados Unidos miraba todos los días MTV para conseguir al director adecuado y que eligieron a Mallet después de ver uno de los videos de Billy Idol. Además, mencionó: «David nos vio en vivo y fue muy inteligente en encontrar la esencia de Scorpions en "Rock You Like a Hurricane". Él nos dijo: "No sean serios, vamos a volvernos locos"».
Según Schenker, la trama del video trata sobre la actitud, la locura y la sexualidad. El video comienza con la banda tocando la introducción de la canción encerrada en una jaula para animales, con imágenes intercaladas de algunas chicas, un leopardo y una pantera negra. En el primer verso los integrantes del grupo están encerrados en unas cápsulas transparentes dispuestas en forma de estrella; de una de ellas es liberado Klaus Meine para que, con el resto de la banda, interprete el resto de la canción ante una alocada multitud de mujeres. Al finalizar, los músicos y algunas de las chicas son encerradas nuevamente en las cápsulas. A finales de la década, el vídeoclip fue remasterizado mediante la modulación por impulsos codificados y se publicó con el título de «Rock You Like a Hurricane (PCM Version)». Esta nueva versión mezcló las imágenes originales con algunas tomas de los conciertos de Scorpions realizados en Leningrado, durante la gira Savage Amusement Tour (1988-1989).

### Controversia y recepción
Con el tiempo, la imagen en donde la banda toca encerrada en la jaula para fieras recibió comentarios de algunas personalidades de la industria. El crítico Bryan Thomas afirmó que fue considerado un tanto escandaloso en su momento principalmente por las mujeres, ya que según él, «aparentemente estaban como perros rabiosos mientras intentaban atravesar las barras de la jaula para abrirse camino sexualmente con un grupo de hombres alemanes de cuarenta años». Con una opinión similar, el escritor Chuck Klosterman dijo que la trama trataba «sobre la banda encerrada dentro de una jaula de acero con cientos de mujeres hambrientas que intentaban atacarlos sexualmente». Greg Kot de Chicago Tribune en una crítica a las bandas de rock mencionó que: «En los videos, muchas de estas bandas no se molestan en ocultar su misoginia detrás de la ironía o el doble sentido», a modo de ejemplo citó a «Rock You Like a Hurricane»: «...Mostraba a mujeres encadenadas y escasamente vestidas en jaulas».
Por su parte, el propio Mallet en doble sentido comentó: «...en "Rock You Like a Hurricane" tienen a las chicas sacudiendo sus jaulas». Doc McGhee —por aquel entonces mánager de Scorpions— dijo que nadie más podría haber hecho algo como el video de «Rock You Like a Hurricane», incluso afirmó: «Tienes que ser alemán para inventar una mierda así». Mientras tanto, el vocalista de Skid Row, Sebastian Bach, dijo: «En retrospectiva, tener chicas en unas jaulas fue como "Smell the Glove"». Annie Zaleski de la página web Ultimate Classic Rock dijo que «el video estaba llenos de clichés de los ochenta (mujeres vestidas como animales, animales reales de zoológico, adornos de ciencia ficción absurdos)». Por su parte, Kory Grow de la revista Rolling Stone comentó que la jaula del video predijo a la película Mad Max Beyond Thunderdome de 1985.
Por otro lado, el contenido del video fue citado como una de las razones de Tipper Gore para fundar el comité Parents Music Resource Center (PMRC) en 1985. En una entrevista ella afirmó: «En ese momento, estaban "Hot for Teacher" de Van Halen, "Looks That Kill" de Mötley Crüe y "Rock You Like a Hurricane" de Scorpions. Quiero decir, había unas imágenes muy violentas. A través de los ojos de una niña de seis u ocho años, cuando ven a estas mujeres con poca ropa rodeadas por los miembros de la banda y metidas en jaulas, y hay látigos, y una especie de amenaza y una especie de sexualidad, se dan cuenta de eso».

## Comentarios de la crítica

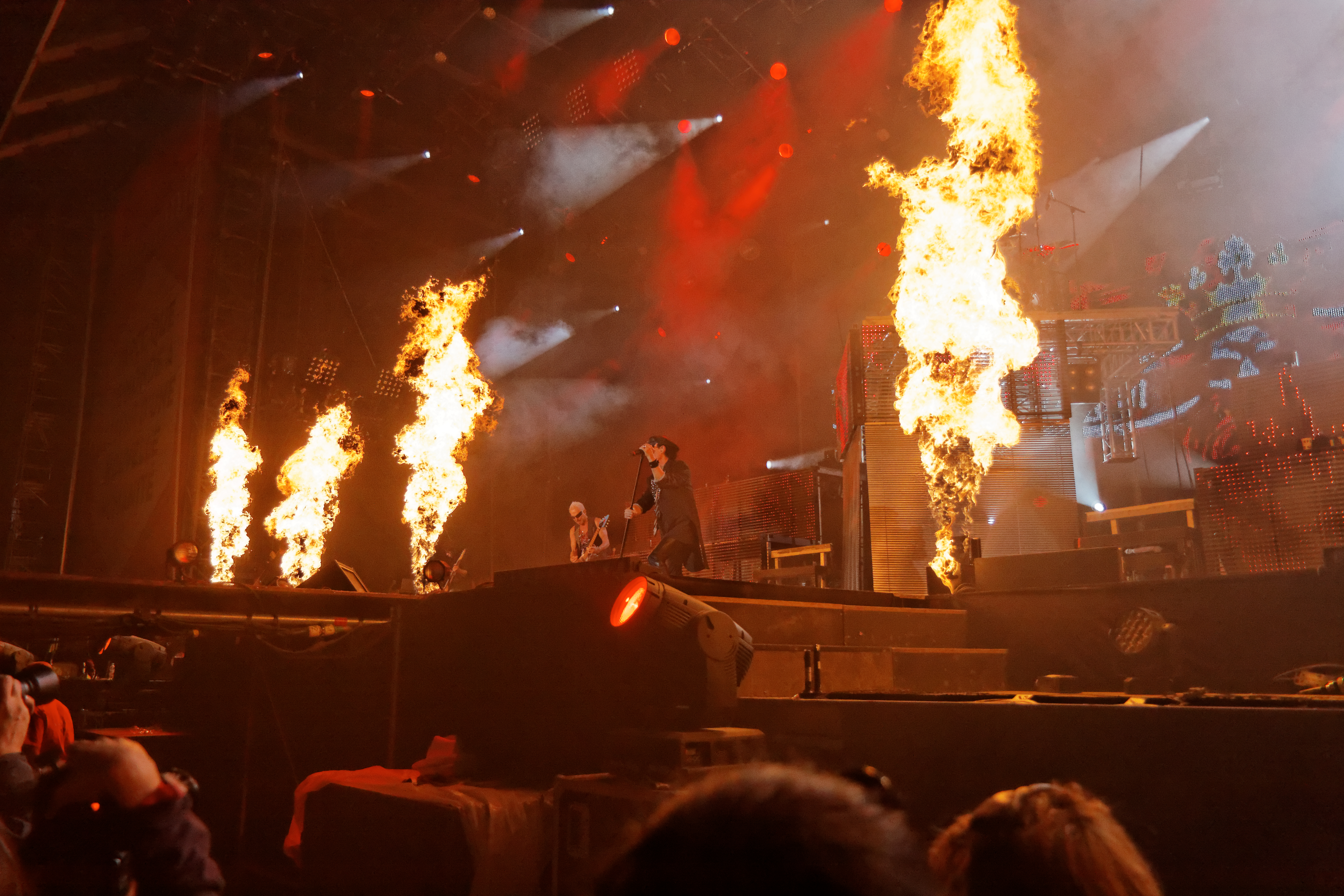
Scorpions en vivo en 2014

La canción recibió positivas reseñas por parte de la prensa especializada. Barry Weber del sitio Allmusic dijo: «Hay muy pocas canciones que representen toda la gloria y ridiculez de la escena hard rock de los ochenta, como la de Scorpions». Además, señaló que sigue siendo el mejor y más exitoso intento de rock mainstream de la banda. La página web Classic Rock Review consideró que posee «grandes cualidades sonoras y melodías y una guitarra fantástica dirigida por Schenker». Adrien Begrand de la revista en línea PopMatters, en una revisión de la caja recopilatoria Box of Scorpions de 2004, estimó que tanto «Still Loving You» y «Rock You Like a Hurricane» son las «gracias salvadoras» de Love at First Sting y nombró a esta última como «omnipresente». Taylor T. Carlson en el libro HAIRcyclopedia Vol. 1 - The Legends mencionó que es un himno del arena rock y que «sigue siendo la canción por excelencia de Scorpions y su mayor éxito». Por su parte, Uwe Lerch de la revista alemana Rock Hard señaló que era una canción más o menos comercial. Mientras que Bryan Thomas del sitio web Night Flight señaló que era «uno de los himnos perfectos del hard rock, prácticamente impregnado de actitud machista y sexualidad abierta».
En 2014 la revista Rolling Stone posicionó a «Rock You Like a Hurricane» en el puesto 57 de la lista de los 100 mejores sencillos de 1984. En la revisión correspondiente, Kory Grow mencionó que su «riff de guitarra estaba aparentemente cortado de la misma andana de los himnos de metal "Iron Man" y "Smoke on the Water"». Annie Zaleski de la página web Ultimate Classic Rock la colocó en el lugar 98 del conteo de las 100 canciones del rock clásico. Además, indicó que: «...La melodía es el ideal platónico: un riff repetitivo digno del headbanging, batería gigantesca, un solo desgarrador y un estribillo indeleble». Michael Wright para la página oficial de Gibson, incluyó a la canción en la posición 4 de los diez mejores riff de la década de 1980 y mencionó que «tal vez [es] la combinación más pesada de simples power chords jamás hecha». En 1995 el equipo editorial de Guitar Magazine la ubicó entre los 50 riffs más pesados de todos los tiempos. En 2004 la revista Kerrang! la posicionó en el lugar 16 del género heavy metal en la lista de las 666 canciones que debes poseer. Por su parte, en 2006 el canal VH1 la agregó a las 40 grandes canciones del metal (posición 31), mientras que en 2009 la incluyó al conteo de las 100 grandes canciones del hard rock de todos los tiempos, en el lugar 18.

## Versiones

### Regrabaciones hechas por Scorpions
En 2000, Scorpions junto a la Orquesta Filarmónica de Berlín realizó una versión orquestada para el álbum y DVD Moment of Glory, publicado en agosto del mismo año. Titulada como «Hurricane 2000» y lanzada al mercado como uno de los sencillos del disco, los arreglos musicales y la producción quedó a cargo de la propia banda y del director de orquesta austriaco Christian Kolonovits. En 2001, fue grabada en formato unplugged para el disco en vivo Acoustica, esta vez titulada como «Hurricane 2001». Diez años más tarde, Scorpions la regrabó con la tecnología de aquella época para el álbum de versiones y regrabaciones Comeblack. En 2013, una segunda versión acústica fue hecha para la producción en vivo MTV Unplugged - Live in Athens, que contó como cantante invitado a Johannes Strate de Revolverheld. Al año siguiente, fue lanzada al mercado como sencillo promocional del álbum, pero solo para Alemania.

### Versiones realizadas por otros artistas
Según la página web de Scorpions, «Rock You Like a Hurricane» ha sido versionada en más de 150 oportunidades por diferentes músicos. Algunas de ellas han sido incluidas en álbumes de estudio, por ejemplo los covers realizados por las bandas Sinergy y Stormtroopers of Death se añadieron al disco A Tribute to the Scorpions de 2001. En 2008, George Lynch —exguitarrista de Dokken— realizó una grabación para el álbum tributo Scorpion Tales con la participación del vocalista Kelly Hansen. En 2014, Herman Rarebell realizó una nueva versión para su disco Herman's Scorpions Songs, con la voz de Bobby Kimball. Otros artistas que han tocado la canción, ya sea en presentaciones en vivo o en álbumes de estudio, son Doro, Michael Schenker, Michael Schenker's Temple of Rock, Steel Panther con Chris Jericho y Andy Biersack, Metallica, Bon Jovi, Seven Witches, No Fraud y Hit Crew, entre otros.

## En la cultura popular

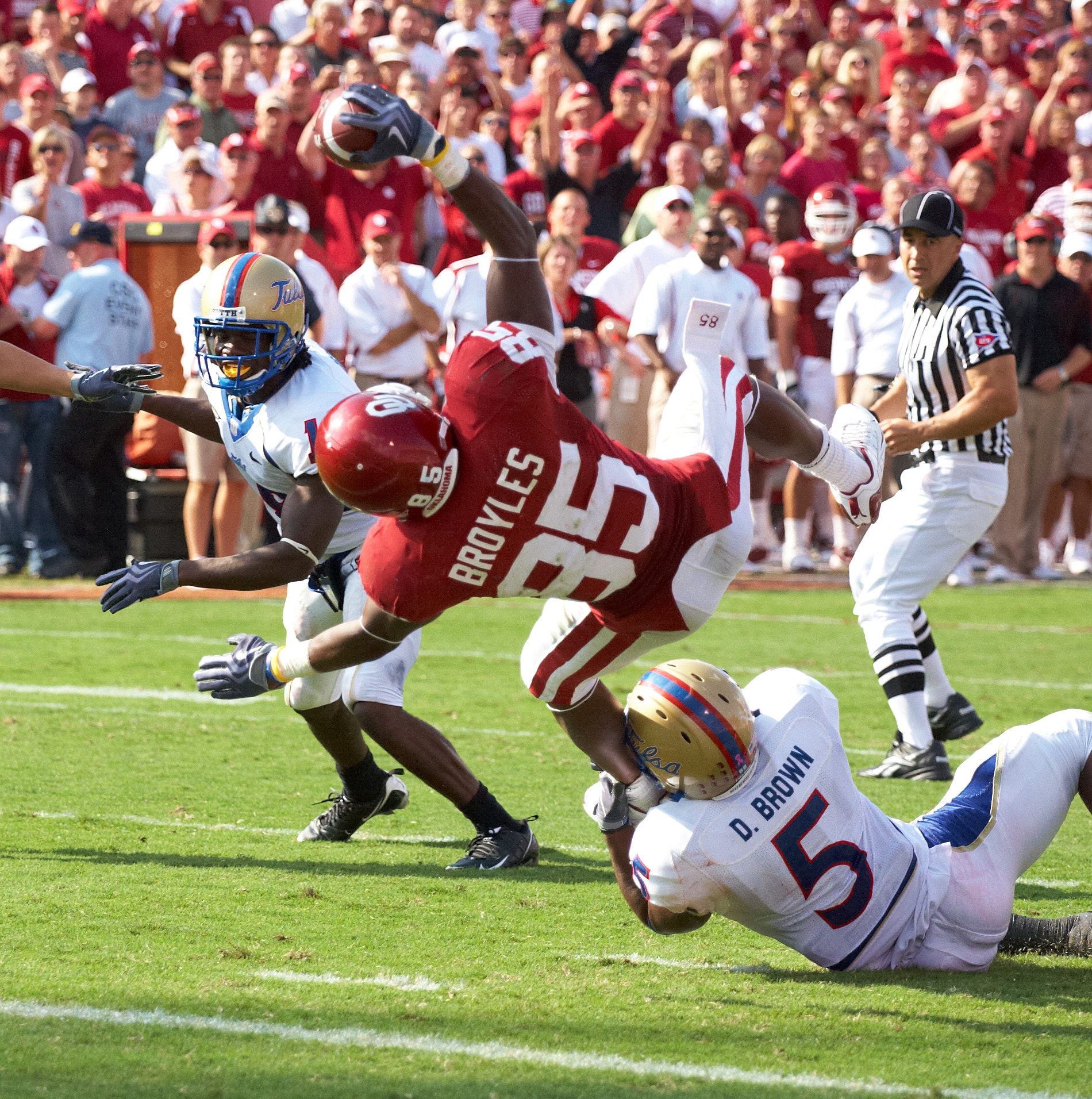
La canción es uno de los himnos no oficiales de algunos equipos deportivos, como por ejemplo de los Tulsa Golden Hurricane, en la imagen.

«Rock You Like a Hurricane» es una de las canciones de la banda más usada en obras audiovisuales tales como películas, videojuegos, series de televisión e incluso se ha utilizado en algunos eventos deportivos. El tema ha figurado en la banda sonora de filmes como Race the Sun (1996), Jawbreaker (1999), Little Nicky (2000), Knocked Up (2007), Blades of Glory (2007), Role Models (2008), Slap Shot 3: The Junior League (2008), Knight & Day (2010), La era del rock (2012) —cantado por Julianne Hough y Tom Cruise—, Warm Bodies (2013), Let's Be Cops (2014), A Walk in the Woods (2015), Alpha and Omega: Family Vacation (2015), Scouts Guide to the Zombie Apocalypse (2015) y Angry Birds: La película (2016). También se ha incluido en las series de televisión Beavis and Butt-Head (temp. 2; ep. «No Laughing»), Los Simpson (temp. 7; ep. «Sideshow Bob's Last Gleaming»), Mystery Science Theater 3000 (temp. 8; ep. «Space Mutiny»), The O.C. (temp. 2; ep. «The Blaze of Glory»), Cold Case (temp. 7; ep. «One Fall»), The Good Guys (temp. 1; ep. «Bait & Switch», Brooklyn Nine-Nine (temp. 1; ep. «The Bet»), Scorpion (temp. 1; ep. «A Cyclone»), It's Always Sunny in Philadelphia (temp. 11; ep. «Being Frank»). GLOW (temp. 1; ep. «Debbie Does Something»), Stranger Things (temp. 2; ep. «Chapter One: MadMax»), L.A. to Vegas (temp. 1; ep. «Two and Halfs Pilots»), The Detour (temp. 3; ep. «The Run») y The Big Bang Theory (temp. 10; ep. «The Locomotion Reverberation»), entre otras.
De igual manera, se ha usado en los avances de las películas Monsters vs Aliens (2009) y The Hurricane Heist (2018) —esta última para DirecTV—; mientras que la versión orquestal de 2000 fue usada en la de Asesinos de élite (2011). A su vez, ha sido el tema principal de algunos comerciales de televisión como por ejemplo del modelo Chrysler Pacifica de la empresa automotriz Chrysler, de la barra de cereal Fiber One de la multinacional General Mills, de la aseguradora estadounidense Allstate y del producto Nabisco Premium del fabricante de galletas Nabisco. En cuanto a videojuegos se ha incluido en Grand Theft Auto: Vice City Stories (2006), Guitar Hero III: Legends of Rock (2007), Los Simpson: el videojuego (2007) y NHL 10 (2009). Por otro lado, también es citado en el libro debut de Dave Eggers, You Shall Know Our Velocity (2002) y en el manual de prevención de desastres Prepare for Disaster: A Quick Reference Guide: How to Prepare Your Family to Face an Emergency (2008) de Dian y Mary Megarry.
Por su parte, la canción se ha empleado como himno no oficial de algunos equipos deportivos tales como Tulsa Golden Hurricane, Miami Hurricanes, Carolina Hurricanes, Hannover 96, JYP Jyväskylä y Buffalo Sabres. En 2006, hubo una controversia cuando fue utilizada en el medio tiempo de un juego de la NFL entre los Tampa Bay Buccaneers y los New Orleans Saints. Su uso fue considerado como una burla, ya que solo meses antes el huracán Katrina habría provocado graves daños en la ciudad de Nueva Orleans. En 2017, un hecho similar ocurrió en la liga MLB después de que los Atlanta Braves la utilizaran en el juego contra los Miami Marlins. El equipo de Atlanta tuvo que pedir disculpas públicas porque consideraron que fue inapropiado tocar la canción sabiendo que por ese entonces tanto la ciudad de Miami y gran parte del estado de Florida vivía una gran evacuación ante la llegada del huracán Irma.

## Lista de canciones
| Vinilo de 7" (1984) |                             |          |  |
| N.º                 | Título                      | Duración |  |
| 1.                  | «Rock You Like a Hurricane» | 4:10     |  |
| 2.                  | «Coming Home»               | 4:58     |  |

| Disco compacto (2000) |                                   |          |  |
| N.º                   | Título                            | Duración |  |
| 1.                    | «Hurricane 2000 (edición radial)» | 4:38     |  |
| 2.                    | «Hurricane 2000 (versión álbum)»  | 6:02     |  |
| 3.                    | «Moment of Glory»                 | 5:07     |  |

| Disco compacto (2014) |                                                 |          |  |
| N.º                   | Título                                          | Duración |  |
| 1.                    | «Rock You Like a Hurricane» (versión acústica)» | 4:58     |  |
| 2.                    | «Rock You Like a Hurricane (versión editada)»   | 3:56     |  |

## Posicionamiento en listas musicales
| País           | Lista                   | Posición |
| -------------- | ----------------------- | -------- |
| Canadá         | RPM Top Singles         | 37       |
| Estados Unidos | Billboard Hot 100       | 25       |
| Estados Unidos | Cashbox Top 100 Singles | 21       |
| Estados Unidos | Mainstream Rock Tracks  | 5        |
| Francia        | French Singles Chart    | 17       |
| Países Bajos   | Dutch Top 40            | 47       |
| Reino Unido    | UK Singles Chart        | 78       |

| País     | Lista (2019)     | Posición |
| -------- | ---------------- | -------- |
| Portugal | Top 3000 Streams | 1527     |

## Certificaciones
| País                     | Organismo certificador         | Certificación | Ventas certificadas | Ref.    |
| ------------------------ | ------------------------------ | ------------- | ------------------- | ------- |
| Alemania                 | BVMI                           | Oro           | 300 000             | [ 102 ] |
| España                   | Promusicae                     | Oro           | 30 000              | [ 103 ] |
| Nueva Zelanda            | Recorded Music NZ              | Platino       | 30 000              | [ 104 ] |
| Reino Unido              | BPI                            | Oro           | 400 000             | [ 19 ]  |
| Certificaciones globales |                                |               |                     |         |
| Europa                   | World Wide Europe Awards (WWA) | Platino       | 1 000               | [ 18 ]  |

## Créditos
| - Klaus Meine: voz y coros - Rudolf Schenker: guitarra rítmica y coros - Matthias Jabs: guitarra líder - Herman Rarebell: batería - Francis Buchholz: bajo | - Dieter Dierks: productor, mezclador, arreglista - Gerd Rautenbach: ingeniero, masterizador y mezclador - Steve Fallone: masterizador - Kochlowski y Pielzulski: director artístico y diseñador - Missmahl: director artístico - Helmut Newton: fotografía |

Fuente: Allmusic.